# بيرسي غراينجر
بيرسي الدريدج غرينجر (8 يوليو 1882 – 20 فبراير 1961) (بالإنجليزية: Percy Aldridge Grainger)‏ ملحن، موزع وعازف بيانو أسترالي. في سياق حياته المهنية الطويلة والمبدعة لعب دوراً بارزاً في إحياء الاهتمام بالموسيقى الشعبية في السنوات الأولى من القرن العشرين. كما قام بالعديد من التعديلات على أعمال مؤلفين آخرين. على الرغم من أن الكثير من عمله كان تجريبياً وغير عادياً، فإن القطعة التي ارتبطت بشكل عام به هي «حدائق البلد».
غادر غراينجر استراليا في سن 13 للالتحاق بالمعهد الموسيقي «هوخ» في فرانكفورت. بين عامي 1901 و1914 استقر في لندن، حيث أسس نفسه أولا كعازف بيانو ولاحقا مؤد حفل، مؤلف وجامع للألحان الشعبية الأصلية. ومع نمو شهرته التقى العديد من الشخصيات الهامة في الموسيقى الأوروبية، مشكلا صداقات هامة مع فريدريك دليوس وإدوارد غريغ. أصبح بطلا لموسيقى وثقافة النورديك، وغالبا ما أعرب عن حماسه من خلال رسائله الخاصة.
في عام 1914، انتقل غرينجر إلى الولايات المتحدة، حيث عاش بقية حياته، على الرغم من انه سافر على نطاق واسع في أوروبا وفي أستراليا. خدم لفترة قصيرة كعضو فرقة موسيقية في جيش الولايات المتحدة خلال 1917-1918، وحصل على الجنسية الأمريكية في عام 1918. وبعد انتحار والدته في عام 1922 أصبح مشاركا بصورة متزايدة في العمل التربوي. اختبر أيضا الآلات الموسيقية التي كان يأمل أن تحل محل التفسير البشري. في 1930 أقام متحف غرينجر في ملبورن، مسقط رأسه، كنصب تذكاري لحياته وأعمال وكأرشيف للبحوث المستقبلية. عندما كبر أكثر استمر في إعطاء الحفلات وتنقيح وإعادة ترتيب مؤلفاته الخاصة، أثناء كتابة القليل من الموسيقى الجديدة. بعد الحرب العالمية الثانية، خَفّضت اعتلال صحته مستويات نشاطه، واعتبر مسيرته فشل. وقدم حفله الأخير في عام 1960، قبل أقل من سنة على وفاته.

## النشأة

### الخلفية العائلية

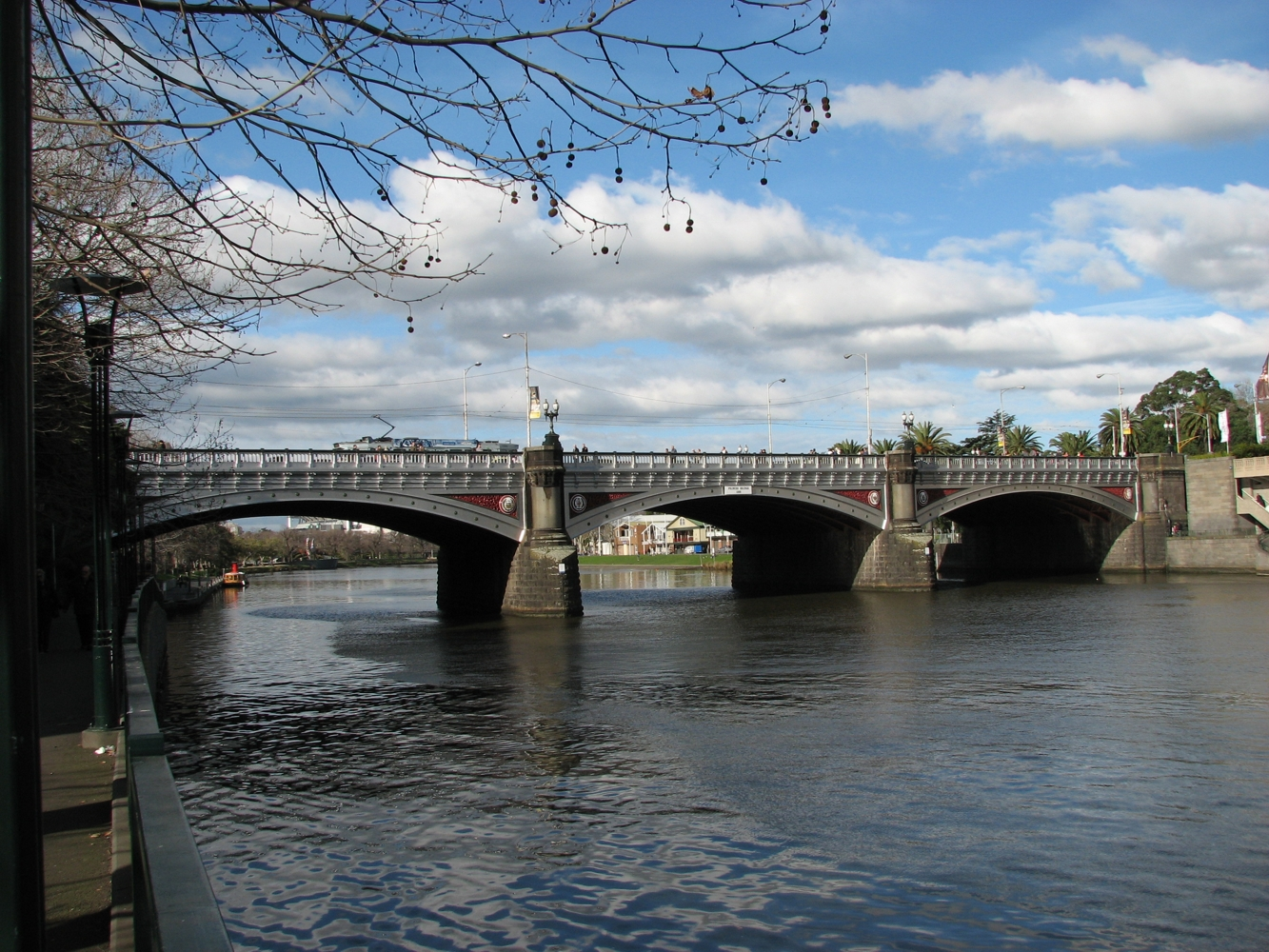
جسر الأمراء، ملبورن. صمم من قبل جون غراينجر

كان والد بيرسي غراينجر، جون غراينجر (1854-1917)، مهندس معماري إنجليزي المولد، هاجر إلى أستراليا في عام 1877. حصل على اعتراف مهني لتصميمه «جسر الأمراء» على نهر «ييرا» في ملبورن. في أكتوبر 1880 تزوج روز آني الدريدج، ابنة صاحب فندق أديلايد جورج الدريدج. واستقر الزوجان في نيو سانت، وهي ضاحية من ضواحي ملبورن، حيث ولد ابنهما الوحيد في 8 تموز 1882. وتم تسجيل اسمه جورج بيرسي غراينجر ولكن عائلته من نادته «بيرسي» من الأيام الأولى لحياته.
كان جون غرينجر فنان بارع، مع اهتمامات ثقافية واسعة ودائرة واسعة من الأصدقاء. وكان من بين أصدقاؤه «ديفيد ميتشل»، وابنته «هيلين» التي اكتسبت في وقت لاحق شهرة واسعة حول العالم بغنائها الأوبرالي تحت اسم نيللي ميلبا. وادعاءات جون بأنه هو قد «اكتشفها» لا أساس لها من الصحة، على الرغم من أنه قدم التشجيع لها. وكان جون سكير ولاحق للنساء وقد، روز قد علمت بذلك بعد الزواج، أنجب طفلا في انكلترا قبل وصوله إلى أستراليا. علاقاته الغير شرعية كانت لها تأثير كبير على العلاقة مع زوجته. على الرغم من هذا بقيت عائلة غراينجر معا حتى عام 1890، عندما ذهب جون إلى إنجلترا لتلقي العلاج الطبي. بعد عودته إلى أستراليا عاشوا منفصلين، فوقع عبء تربية بيرسي على روز، بينما جون تابع مسيرته كمهندس رئيسي في القسم الأسترالي الغربي من الأشغال العامة. كما صمم منزل نيلي ميلبا، وكومب كوتيج، في كولدستريم، فيكتوريا.

### الطفولة

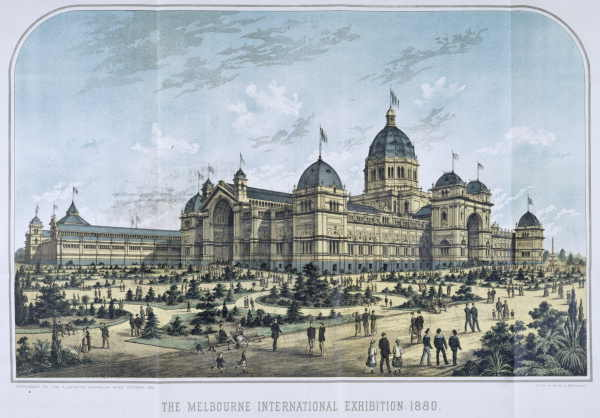
صورة مطبوعة لمبنى المعارض الملكي، ملبورن في عام 1880، مكان حفلات بيرسي غراينجر الأولى، أوكتوبر 1894.

باستثناء ثلاثة أشهر من التعليم الرسمي في سن 12، عانى خلالها من المضايقات والسخرية من قبل زملائه، أكمل بيرسي تعليمه في المنزل. أشرفت روز بتعلمها الذاتي وحضورها المسيطر على دراساته الموسيقية والأدبية واستخدمت معلميين آخرين للغات والفن والمسرح. طور بيرسي من خلال دروسه الأولى جاذبية مدى الحياة لثقافة النورديك، وكتب في وقت متأخر من الحياة مؤكداً أن الملحمة الآيسلندية "Saga of Grettir the Strong" كانت «أقوى تأثير فني وحيد على حياتي». بالإضافة إلى مواهبه الموسيقية المبكرة، أظهر موهبة هامة ومبكرة كفنان، إلى حد ظن معلميه أن مستقبله سيكون في الفن وليس في الموسيقى. في سن العاشرة بدأ بدراسة البيانو تحت إشراف لويس بابست، مهاجر ألماني ومن ثم أصبح أفضل معلم للبيانو في ملبورن. أول مؤلف موسيقي معروف لبيرسي غراينجر كان «هدية عيد ميلاد لأم» الذي يعود إلى عام 1893. رتب بابست أول ظهور في حفل عام لغراينجر في ملبورن في شهري يوليو وسبتمبر 1894. عزف غراينجر أعمال لـ باخ وبيتهوفن وروبرت شومان ودومينيكو سكارلاتي وأثنت الصحافة في ملبورن بحرارة عليه.
بعد عودة بابست إلى أوربا في خريف عام 1894، معلم غراينجر الجديد، آديلايد بوركيت، خطط لظهوره في سلسلة من الحفلات في أوكتوبر 1894، في مبنى المعرض الملكي في ملبورن. الحجم الهائل لهذا المكان أرعب عازف البيانو الشاب؛ ومع ذلك، أبهج أداؤه النقاد في ملبورن الذين لقبوه «الظاهرة ذو الشعر الكتاني الذي يعزف كفنان». هذا الدعم الشعبي ساعد روز في اتخاذ قرارها بأنه يجب على ابنها إكمال دراسته في معهد هوخ الموسيقي في فرانكفورت، ألمانيا – الذي أوصيت به من قبل وليام لافر، رئيس دراسات البيانو في معهد ملبورن الموسيقي. مساعدات مالية جمعت من خلال حفل خيري لجمع التبرعات في ملبورن وحفل موسيقي فردي في آديلايد، من بعدها غادرت الأم والابن إلى أوربا في يوم 29 مايو 1895. على الرغم من أنه لم يعد أبداً إلى استراليا بصورة دائمة، إلا أنه حافظ على مشاعر وطنية هامة لبلده الأصلي، وكان فخوراً بتراثه الأسترالي.

### فرانكفورت
في فرانكفورت، عملت روز كمدرسة للغة الإنجليزية؛ راتبها زاد بمساعدات من جون غراينجر الذي كان قد استقر في برث. سمعة معهد هوخ الموسيقي لتعليم البيانو كانت قد زادت بعد تولي كلارا شومان، حتى عام 1892، منصب رئيس دراسات البيانو. معلم البيانو لغراينجر كان جيمس كفاست، الذي طور مهارات تلميذه الشاب إلى درجة، خلال عام، كان غراينجر قد مُدح كأعجوبة. كان لغراينجر علاقات عسيرة مع المعلم الأصلي للتأليف الموسيقي، إيفان كنور؛ انسحب على أثرها من صفوف كنور ليدرس التأليف الموسيقي سراً مع مؤلف موسيقي هاوٍ، كارل كليمش، الذي عامله باحترام بقوله «مدرسي الوحيد للتأليف الموسيقي».
مع مجموعة من الطلاب البريطانيين القدامى – روجر كويلتر، بالفور غاردينر، سيريل سكوت ونورمان أونيل، الذين أصبحوا كلهم أصدقاؤه – ساعد غراينجر في تشكيل "مجموعة فرانكفورت"، الذي كان هدفها طويل الأمد لإنقاذ الموسيقى البريطانية والإسكندنافية من ما اعتبروه التاثيرات السلبية للموسيقى الأوربية المركزية. بتشجيع من كليمش، غراينجر انصرف من تأليف ألحان موسيقية مشتقة من هاندل، هايدن وموزارت. وطور أسلوب تأليف شخصي اتسم بالأصالة والنضج الذي أثر وأدهش أصدقاؤه. في هذا الوقت اكتشف غراينجر شعر رديارد كيبلينغ وبدأ بتحويلها إلى موسيقى؛ بحسب سكوت، "لا شاعر ومؤلف كانا مقترنان بشكل مناسب منذ هاينه وشومان.
بعد مرافقة ابنها في رحلة سياحية إلى أوروبا في صيف عام 1900 روز، التي بدت صحتها ضعيفة لبعض الوقت، عانت من انهيار عصبي ولم تستطع العمل بعد ذلك. لتعويض الدخل المفقود بدأ غراينجر بإعطاء دروس بيانو وتقديم الحفلات العامة؛ أول عزف موسيقي منفرد له كان في فرانكفورت في 6 ديسمبر 1900. بعد أن اختار لندن كقاعدة مستقبلية له، في مايو من عام 1901 تخلى غراينجر عن دراسته وسافر مع روز من فرانكفورت إلى انكلترا.

## سنوات لندن

### عازف بيانو حفل
في لندن، سحر ومظهر وموهبة غراينجر (مع بعض المساعدة من المجتمع الأسترالي المحلي) كفلت تبنيه بسرعة كعازف بيانو من قبل الرعاة الأثرياء، وأصبح يؤدي في حفلات في منازل خاصة. ناقد صحيفة التايمز سجل بعد مثل هذا الظهور أن أداء غراينجر «يكشف ذكاء نادر وقدرا كبيرا من البصيرة الفنية». في عام 1902 كان قد قُدم من قبل ليليث لاوري العضو البارز في المجتمع إلى الملكة الكسندرا، التي حضرت حفلاته في لندن كثيرا.
في فبراير 1902 ظهر غراينجر لأول مرة بوصفه عازف منفرد على البيانو مع أوركسترا «باث بومب روم»، مؤدياً «كونشيرتو البيانو الأولى» لتشايكوفسكي مع أوركسترا «باث بومب روم». في أكتوبر من نفس العام قام بجولة حفلات في بريطانيا مع أدلينا باتي، مغنية الأوبرا الأيطالية المولد. والتي أخذت بشكل كبير بالعازف الشاب وتنبأت بمهنة متألقة له. وفي العام التالي التقى الملحن والعازف الألماني-الإيطالي فيراتشيو بوزوني. في البداية كانت علاقة الرجلين ودية (عرض بوزوني إعطاء دروس مجانية لغراينجر) ونتيجة لذلك، أمضى غراينجر جزء من صيف عام 1903 في برلين كتلميذ لبوزوني. غير أن الزيارة لم تكن ناجحة، كما يسجل بيرد، توقع بوزوني أن يكون دور غراينجر «عبداً مستعداً وتلميذاً عاشقاً»، دوراً لم يكن غراينجر مستعداً لتأديته. عاد غراينجر إلى لندن في يوليو 1903؛ غادر على الفور تقريباً مع روز في جولة لعشرة أشهر إلى استراليا ونيوزيلندا وجنوب أفريقيا، كعضو حفلة نظمت من قبل الرنان ادا كروسلي.

## وصلات خارجية
- بيرسي غراينجر على موقع IMDb (الإنجليزية)
- بيرسي غراينجر على موقع الموسوعة البريطانية (الإنجليزية)
- بيرسي غراينجر على موقع ميوزك برينز (الإنجليزية)
- بيرسي غراينجر على موقع إن إن دي بي (الإنجليزية)
- بيرسي غراينجر على موقع أول ميوزيك (الإنجليزية)
- بيرسي غراينجر على موقع ديسكوغز (الإنجليزية)

متحف غرينجر في جامعة ملبورن، أستراليا